# Hans Peter Knudsen
Hans-Peter Knudsen Quevedo (Bogotá, 3 de agosto de 1959) es un administrador de empresas, político, educador, diplomático y académico colombo-germano, miembro del Partido Conservador Colombiano.  
Knudsen fue rector de la Universidad del Rosario, de 2002 a 2014, siendo reelegido 3 períodos consecutivos. De hecho, Knudsen fue un estudiante destacado de ésta institución. Fue llamado en 2018 a ser embajador de Colombia en Alemania en 2018, hasta 2022, durante el gobierno de Iván Duque.  

## Biografía
Hans-Peter Knudsen nació en Bogotá, el 3 de agosto de 1959, en el seno de una familia acomodada de origen alemán.  

### Estudios
Estudió Administración de Empresas en la Universidad del Rosario, y se especializó en docencia universitaria en la misma institución.En la Universidad del Rosario fue designado Colegial de Número, el máximo reconocimiento a un estudiante (15 mejores estudiantes de la Universidad, electores del Rector de la misma). Igualmente recibió la Medalla del Fundador Fray Cristóbal de Torres, máxima distinción otorgada por la alma mater. 
Inició su carrera profesional en el sector privado, llegando a ser gerente general de la empresa austríaca Tann Ltda. y gerente de marca de la multinacional alemana Beiersdorf.
Fue decano de la Facultad de Administración de Empresas de la Universidad del Rosario y en 1996 se convirtió en Vicerrector Académico, para después pasar a ser director de las oficinas comerciales de Proexport en Alemania y Europa Oriental. También participó de la negociación del Tratado de Libre Comercio entre Colombia y Estados Unidos.

### Rector de la Universidad del Rosario (2002-2014)
Regresó a Colombia en 2002 al ser elegido rector de la Universidad del Rosario. Permaneció en aquel cargo por tres períodos consecutivos, hasta el 24 de octubre de 2014, cuando fue reemplazado por el que luego sería Ministro de Hacienda, José Manuel Restrepo Abondano.
Miembro del Partido Conservador, en 2013 casi fue elegido para ser miembro del Directorio Nacional, y en las elecciones presidenciales de Colombia de 2014 fue parte del comité programático de la campaña presidencial de Marta Lucía Ramírez. Cercano al presidente Álvaro Uribe Vélez, este lo nombró como miembro de la Comisión Nacional de Competitividad y de la Comisión Nacional de Planeación.
Fue Miembro, y Presidente, del Foro de Presidentes de Bogotá, fue cofundador de Connect Bogotá (Alianza Universidad Empresa Estado) y fue Presidente de la Asociación Colombiana de Universidades ASCUN.

### Embajador de Colombia en Alemania (2018-2022)
En noviembre de 2018, siendo rector de la Universidad de Ibagué, fue designado por el presidente Iván Duque Márquez como Embajador de Colombia en Alemania. Ocupó el cargo hasta inicios de 2022.

### Premios y reconocimientos
En 2012 recibió la Orden al Mérito (Bundesverdienstkreuz am Bande) de la República Federal de Alemania y en el 2023 la Gran Orden al Mérito de la República Federal de Alemania (Großes Bundesverdienstkreuz), ambas otorgadas por los respectivos Presidentes Federales de Alemania
En el año 2018 recibió la Medalla Orden de Ibagué otorgada por el Alcalde de esa ciudad. 